# Tijmen van Loon
Tijmen van Loon (Amstelveen, 20 de marzo de 2001) es un deportista neerlandés que compite en ciclismo en la modalidad de pista. Ganó tres medallas en el Campeonato Europeo de Ciclismo en Pista entre los años 2023 y 2025, en la prueba de velocidad por equipos.

## Medallero internacional
| Campeonato Europeo | Campeonato Europeo       | Campeonato Europeo | Campeonato Europeo    |
| Año                | Lugar                    | Medalla            | Competición           |
| ------------------ | ------------------------ | ------------------ | --------------------- |
| 2023               | Grenchen (Suiza)         | Medalla de oro     | Velocidad por equipos |
| 2024               | Apeldoorn (Países Bajos) | Medalla de oro     | Velocidad por equipos |
| 2025               | Heusden-Zolder (Bélgica) | Medalla de plata   | Velocidad por equipos |

1. 1 2  Compitió en la ronda de clasificación.